# گلونی‌ها
گلونی‌ها(Geloni) یا هلونی‌ها(Heloni) یا قوم گلونی مردمانی سکایی بودند که در شمال غربی سکاستان(Scythia) سکونت داشتند. به ادعای هرودوت نیاکان گلونی‌ها در اصل یونانی(هلنی) بودند که در بین بودینی‌ها (Budini) ساکن شدند و به زبانی سخن می‌گویند که نیمی یونانی است و نیم سکایی است.
پایتخت آنها گلونوس (Gelonos) یا هلونوس (Helonos) نام داشت که در اصل یک بازار شهر (market town) یونانی بود. هرودوت می‌نویسد که گلونی‌ها که قبلاً یونانی بودند، به دور از سواحل حل و فصل مرکز فروش در میان بودینی‌ها (Budini) مقیم شدند، از زبانی استفاده می‌کردند که بخشی از آن یونانی بود و بخشی دیگر آن سکایی بود.
بودینی‌ها به نوبه خود، به عنوان یک ملت بزرگ و متعدد، همه به شدت چشم آبی و سرخ هستند. و شهری در میان آنها ساخته شده‌است، شهری چوبی و نام شهر گلونوس (Gelonos)است. اندازه دیوار هر دیوار آن ۳۰ طبقه و بلند است و تمام آن چوبی است و خانه‌های آنها چوبی و زیارتگاه آنها است، زیرا در واقع همان زیارتگاه‌های خدایان یونانی وجود دارد که به شیوه یونانی با مجسمه‌ها، محراب‌ها و زیارتگاه‌های چوبی تزئین شده‌است و برای جشن‌های سه ساله دیونیسوس به افتخار دیونیسوس تزئین شده‌است.
ارتش داریوش بزرگ در حمله خود به اسکیت‌ها در قرن پنجم قبل از میلاد به شهر مستحکم گلونوس رسید و بیشتر بودینی‌ها قبل از پیشروی ایرانیان آن را رها کرده و فرار کردند. در حفاری‌های اخیر در بیلسک در استان پولتاوا اوکراین، شهری وسیع کشف شده‌است که توسط بوریس شرامکو، باستان‌شناس خارکیف، به عنوان گلونوس پایتخت سکاها شناخته شده‌است.